# Монзола (Кунео)
Монзола је насеље у Италији у округу Кунео, региону Пијемонт.
Према процени из 2011. у насељу је живело 145 становника. Насеље се налази на надморској висини од 385 м.